# Sommossa della Compton's Cafeteria
La sommossa della Compton's Cafeteria avvenne nell'agosto 1966 a San Francisco, nel distretto di Tenderloin.
Questo avvenimento fu la prima "rivolta" transgender nella storia degli Stati Uniti d'America, precedendo di tre anni i più famosi moti di Stonewall verificatisi a New York nel 1969.

## Antefatto
La Compton's Cafeteria di Tenderloin - in esercizio dal 1954 al 1972 e facente parte della catena di Gene Compton presente a San Francisco dagli anni quaranta agli anni settanta - era uno dei pochi locali della città in cui le persone transgender potevano riunirsi pubblicamente, non essendo i/le benvenuti/e nei gay bar. Poiché infatti il crossdressing in quel periodo era illegale, la polizia poteva usare la presenza di persone transgender in un bar per fare un raid e imporre la chiusura del locale in questione.
Molti degli attivisti coinvolti nella sommossa erano membri di Vanguard, la prima organizzazione di giovani gay degli USA che si era costituita in precedenza nello stesso anno con l'aiuto di alcuni ministri metodisti radicali della Glide Memorial Church, un centro per l'attivismo sociale progressista presente a Tenderloin per molti anni.

## Cause della sommossa
Durante la prima notte, in seguito ai primi disordini di alcuni clienti transgender, la direzione del Compton chiamò la polizia. La sommossa vera e propria ebbe inizio quando, al tentativo di arresto di una delle drag queen, questa gettò il suo caffè sul viso del poliziotto, scatenando il lancio di stoviglie e altri pezzi d'arredo e la distruzione delle vetrine del locale. La polizia chiamò rinforzi perché la rissa stava continuando in strada, dove un'auto della polizia venne danneggiata e un'edicola data alle fiamme.
La notte successiva molt* più transgender, prostituti, persone del quartiere e altri membri della comunità LGBT fecero un picchetto nella Cafeteria. La dimostrazione terminò di nuovo con la distruzione delle vetrine del locale.

## Conseguenze
La sommossa segnò una svolta per il movimento LGBT locale: secondo l'enciclopedia online glbtq.com
(glbtq.com)

## Commemorazione

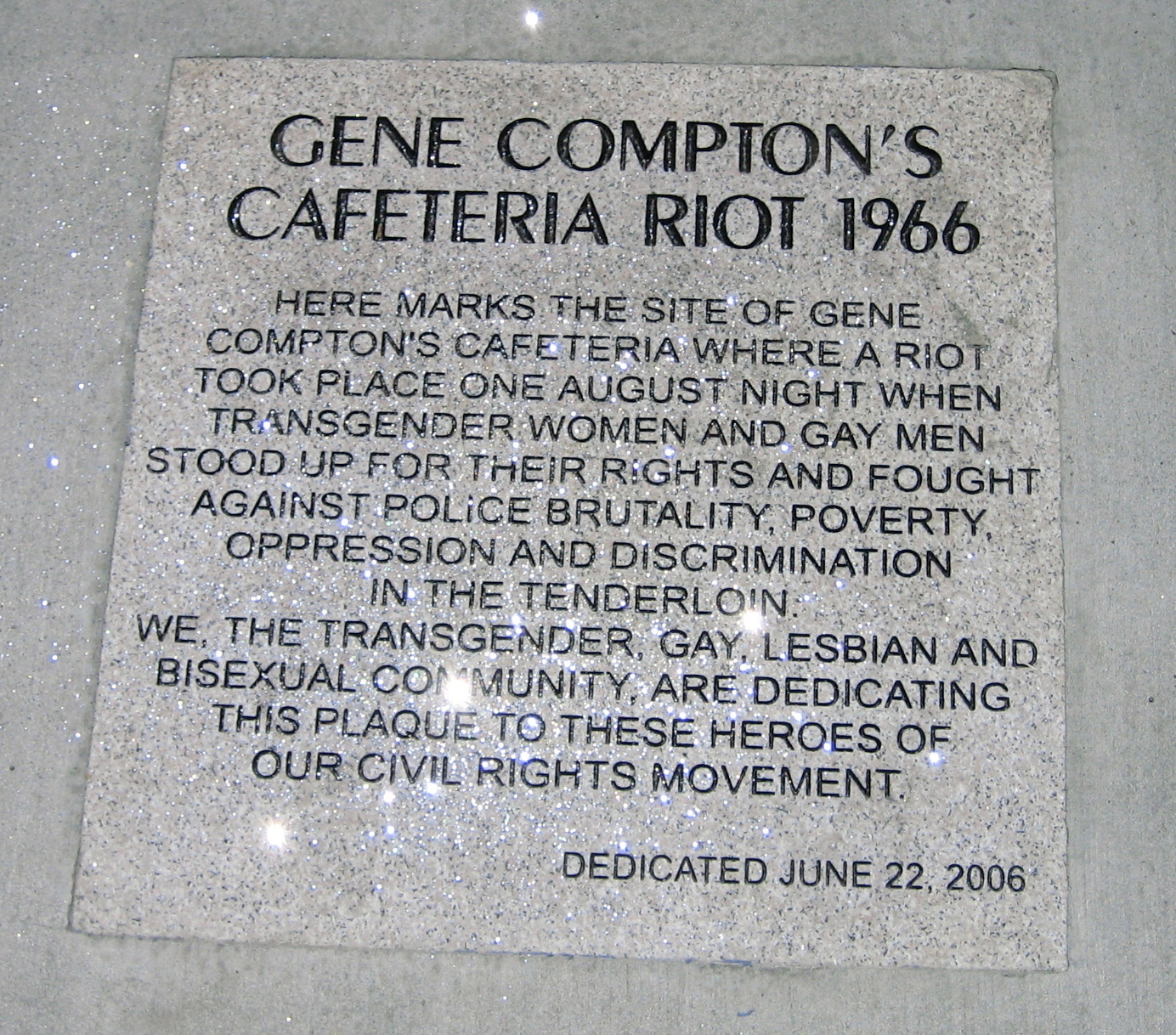
Gene Compton's Cafeteria Riot 40th Anniversary Historical Marker.

Nonostante la sommossa della Compton's Cafeteria sia stata una pietra miliare per la comunità transgender di San Francisco, per 40 anni venne quasi dimenticata. L'evento venne poi ricordato nel documentario Screaming Queens: The Riot at Compton's Cafeteria, proiettato per la prima volta nel 2005 durante il Frameline Film Festival al Castro Theatre. Il 22 giugno 2006 venne apposta una targa nel marciapiedi di fronte al sito in cui si trovava la Cafeteria, ora occupato da una clinica gratuita per donne.